# Aye San
Aye San (né le 20 juin 1954 en Birmanie) est un joueur de football international birman, qui évoluait au poste de défenseur.

## Biographie

### Carrière en sélection
Il participe avec la sélection birmane aux Jeux olympiques d'été de 1972. Lors du tournoi olympique, il joue trois matchs : contre l'Union soviétique, le Mexique, et le Soudan.